# ラモン・ヴィナイ

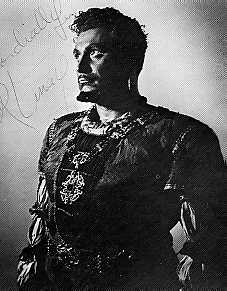
ラモン・ヴィナイ

ラモン・マリオ・フランシスコ・ヴィナイ・セプルベダ（Ramón Mario Francisco Vinay Sepúlveda, 1912年8月31日  - 1996年1月4日）は、チリ生まれのオペラ歌手。1940年代から60年代にかけてテノールおよびバリトンの両声域で活躍した。特にヴェルディ『オテロ』に多く出演したことで有名。

## 生涯
1912年、チジャン(Chillán)にフランス系移民の子として生まれる。幼くして母親を亡くし、1920年に父親らと共にフランスに移住、ディーニュ＝レ＝バンに育つ。1928年には単身でメキシコに再移住、同地で歌唱の才能を認められ、初めバリトンとして訓練を受ける。初舞台は1931年9月16日、メキシコシティ、ベラス・アルテス劇場にて、ドニゼッティ『ラ・ファヴォリータ』のドン・アルフォンソ役。
ヴィナイはメキシコを拠点としてバリトン歌手としての活躍を続け、イタリア・オペラの主なバリトン役、例えばヴェルディ『リゴレット』、同『アイーダ』のアモナズロ、レオンカヴァッロ『道化師』のトニオなどをレパートリーにする。
1944年にはテノールの声域に挑戦し、6月19日に難役『オテロ』でテノールとしてのデビューを飾る。バリトン出身の重い声質と、フランス語の発音の良さを活かし、ビゼー『カルメン』のドン・ホセ役、サン＝サーンス『サムソンとデリラ』のサムソン役なども得意とした。1946年からはニューヨーク・メトロポリタン歌劇場、1947年からはイタリアの各都市にも登場、殆ど上記のオテロ、ドン・ホセ、サムソンおよび『道化師』のカニオばかりを歌って、同時代のテノール・ドラマティコの中心的存在となった。歌い崩しの少ない彼の歌唱は多くの大指揮者にとっても好評で、オテロではトスカニーニ指揮盤（NBC交響楽団による放送録音）、フルトヴェングラー指揮盤（ザルツブルクにおけるライブ録音）など、いくつかの名録音を残している。
1950年代に入ると、これまでのイタリア／フランス系オペラに加え、ワーグナー作品のヘルデンテノール諸役、例えば『ニーベルングの指環』のジークムント、『パルジファル』、『トリスタンとイゾルデ』のトリスタンなどもレパートリー化する。その歌唱はバイロイト音楽祭のライブ録音などで確認できる。
10年間にわたってテノールの重量級の役ばかり歌ってきたヴィナイだが、1950年代の終りからはテノールの声域発声に困難を生じ始め、再びバリトンに舞い戻る。イタリア・オペラでは『オテロ』のヤーゴ役、プッチーニ『トスカ』のスカルピア役、ドイツ・オペラでは『ローエングリン』のテルラムント役などの好録音が残っている。ヤーゴ役（1962年ダラスでのライブ）では、50年代にはオテロ役でのライバルだったマリオ・デル＝モナコに対してヴィナイがヤーゴを演じるという珍盤もある。発声は更に重さを増し、60年代半ばにはバスの諸役、例えばロッシーニ『セビリアの理髪師』のドン・バルトロ役、ヴェルディ『ドン・カルロ』の異端審問官役なども演じ、生涯を通じて男声オペラ歌手の全声域をこなすに至ったが、バスでは結局のところ大きな成功を収めることはできなかった。
1969年9月には故国チリ・サンティアゴ・デ・チレのムニシパル劇場で一連の引退公演を行った。そのうち9月22日の『オテロ』の公演では、ヴィナイは第1幕から第3幕までは悪役のヤーゴ（バリトン）として出演し、最終第4幕では主役のオテロ（テノール）を演じた。その歌手人生を象徴する一夜であった。
1996年1月4日、メキシコのプエブラで死去。85歳。